# Hyères
Hyères [jɛʁ] (provenzalisch Ieras [ˈjeɾɔ] oder Iero [ˈjeɾɔ]) ist eine französische Gemeinde und Hafenstadt mit 55.384 Einwohnern (Stand 1. Januar 2022) an der Mittelmeerküste (Côte d’Azur) im Département Var in der Region Provence-Alpes-Côte d’Azur. Hyères ist Hauptort des Kantons Hyères und gehört teilweise zum Kanton La Crau im Arrondissement Toulon.
Der Badeort Hyères wird durch die Gemeindeverwaltung und das Fremdenverkehrsbüro zu touristischen Zwecken auch Hyères-les-Palmiers genannt. Das von der Stadt Hyères verwendete Logo gibt den Gemeindenamen mit inoffiziellem Namenszusatz wieder.

## Geographie

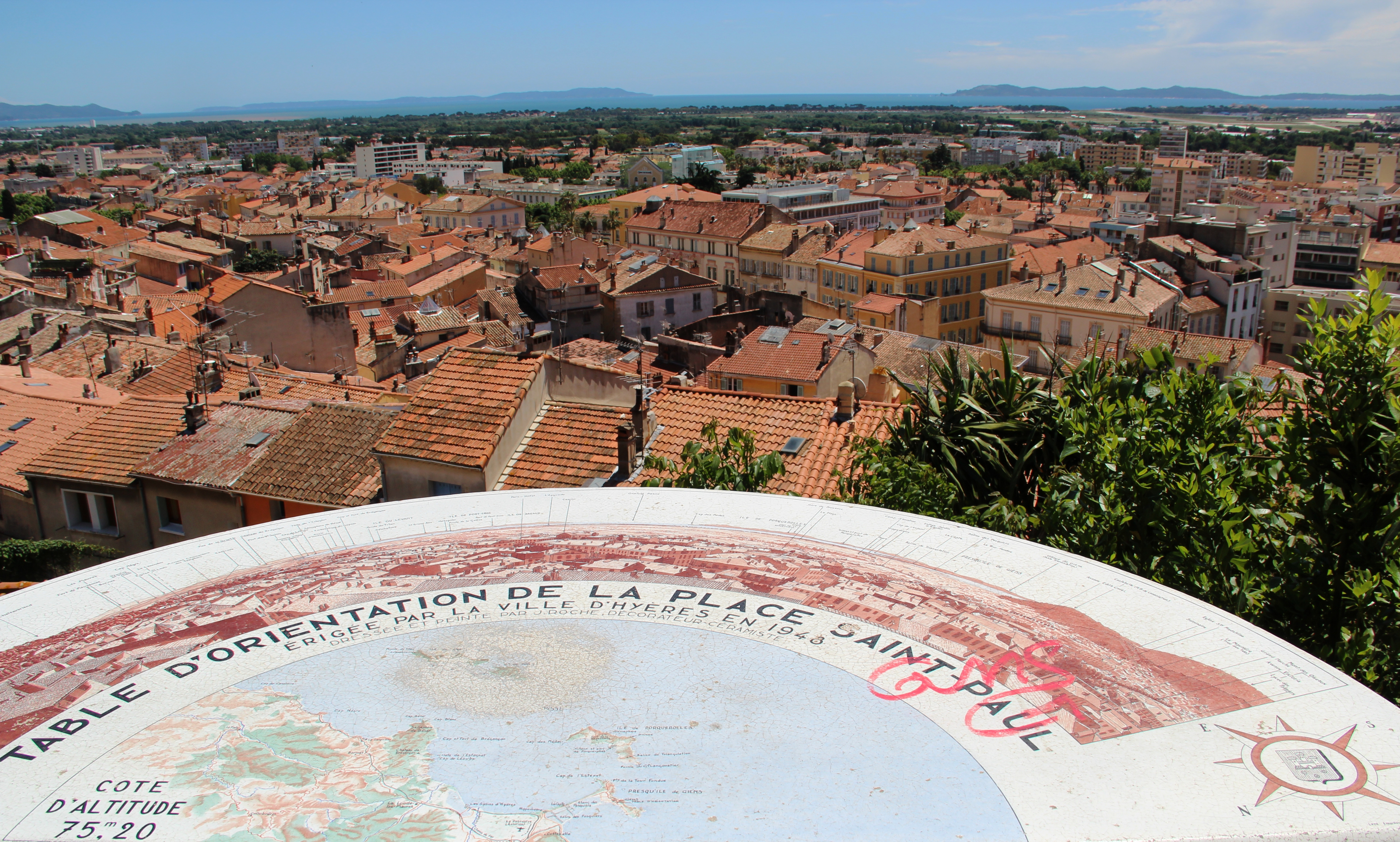
Blick über Hyères

Hyères ist die südlichste Gemeinde des Départements Var und liegt zwischen Toulon und Le Lavandou. Sie ist die südlichste Stadt der Provence und ein beliebter Badeort.
Die Stadt befindet sich auf der Südseite der Bergkette Les Maurettes, einem Teil des Massif des Maures, am Ansatz der Halbinsel von Giens. Stadt und Halbinsel vorgelagert liegen die geologisch ebenfalls zum Maurenmassiv zählenden Îles d’Hyères.
Die Landzunge, die Giens mit dem Festland verbindet, formt vor der Stadt zwei ausgedehnte Buchten mit insgesamt 35 Kilometer Sandstrand, die auch größeren Touristenströmen Platz bietet. Die Bucht von Almanarre ist eines der beliebtesten Windsurf- und Kitereviere Frankreichs.
Das Gebiet der Gemeinde umfasst auf 132,38 Quadratkilometern Fläche die nicht direkt mit dem Stadtgebiet verbundenen Ortschaften Les Salins, L’Ayguade, Les Borrels, Sauvebonne, Le Port, La Capte und Giens sowie die drei Inselorte Porquerolles, Port-Cros und Le Levant.
Hyères ist in drei Kantone unterteilt, wobei die Stadt nur Hauptort der Kantone Hyères-Est und Hyères-Ouest mit jeweils etwa 25.000 Einwohnern ist. Ein kleiner Teil des Gemeindegebietes mit etwa 600 Einwohnern gehört zum Kanton La Crau.

### Klima
Das Klima in Hyères ist ein ausgeprägtes Mittelmeerklima mit milden und feuchten Wintern und heißen, trockenen Sommermonaten. Im Juli erreichen die Niederschläge mit im Schnitt deutlich weniger als zehn Millimetern ihr Minimum, die durchschnittlichen Tageshöchsttemperaturen erreichen im Sommer 28 Grad Celsius. Die durchschnittliche Tiefsttemperatur erreicht im Januar und Februar mit 5 Grad Celsius ihr Minimum.
Der zweite bestimmende Faktor des Klimas in Hyères ist der Mistral. Die Stadt profitiert in mehrerer Hinsicht von den trockenen und verhältnismäßig kühlen Nordwestwinden: An heißen Sommertagen mildert er die Hitze in der Stadt; dem Surf- und Kiteangebot in der Bucht gibt er eine verlässliche Grundlage. Andererseits erhöht er durch seine Trockenheit die Brandgefahr und gefährdet kleinere Boote durch den ungewöhnlich starken Seegang, den er hervorrufen kann.

## Geschichte

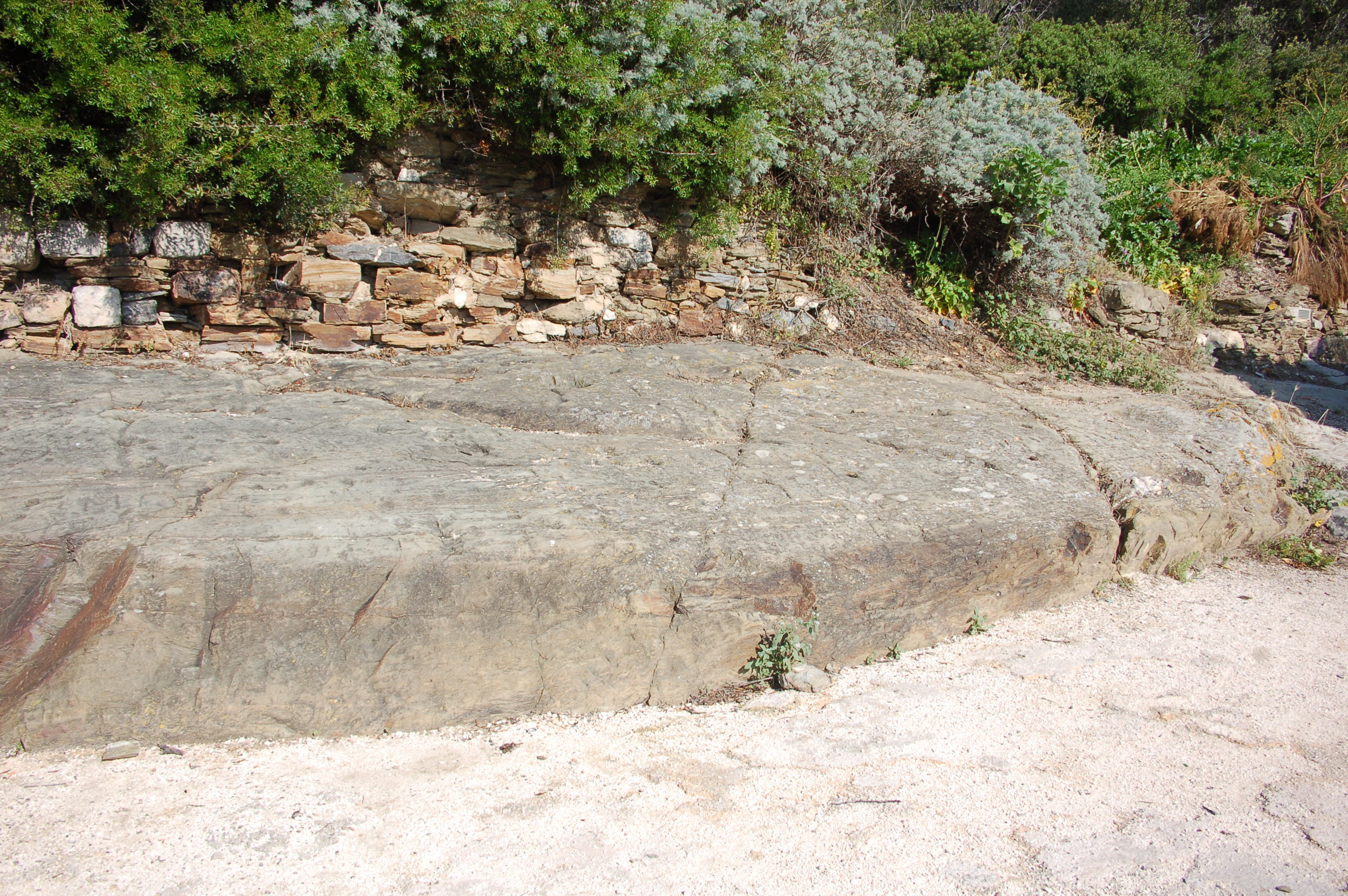
Schalenstein von Hyères

Das Gebiet der heutigen Stadt Hyères ist seit über 5000 Jahren von Menschen bewohnt. Davon zeugt ein Schalenstein auf dem Hügel von Castéou über der Stadt.
Die erste Siedlung in historischer Zeit stammt aus der Zeit um das 4. Jahrhundert v. Chr., als griechische Seeleute in dem bereits damals Almanarre genannten Landstrich ein befestigtes Seehandelskontor errichteten, dem sie den Namen Olbia („die Glückliche“) gaben. Der dort entstehende Ort bestand bis zum Niedergang des römischen Reiches.
Der heutige Name der Stadt erscheint erstmals in den Jahren 963 und 964 in zwei Quellen. Eine Bulle Papst Leos VIII. und eine Urkunde Konrads III. von Burgund bewilligten und bestätigten die Zuordnung von Hyères und seiner Umgebung zur Benediktinerabtei Montmajour. In den Dokumenten werden die Salinen und die Fischgründe der Eyras genannten Gemeinde erwähnt. Nach der Vertreibung der Sarazenen durch Wilhelm I. von Provence fiel der Ort, die Îles d’Hyères eingeschlossen, im Jahr 972 an die Herren von Fos, die in der ersten Hälfte des 11. Jahrhunderts das Schloss auf dem Colline de Castéou errichten ließen.
Hyères war der erste Ort am französischen Mittelmeer, den die englische Oberschicht seit dem späten 18. Jahrhundert aufsuchte, und wurde so zu einem der Geburtsorte des Tourismus in Frankreich. Zu den regelmäßigen Gästen der Stadt zählten unter anderen Königin Viktoria und Robert Louis Stevenson. Gegen Ende des 19. Jahrhunderts verlagerte sich der Luxustourismus in Richtung Nizza, Cannes und Monaco-Monte-Carlo.

### Bevölkerungsentwicklung
| Jahr                       | 1962   | 1968   | 1975   | 1982   | 1990   | 1999   | 2006   | 2016   |
| Einwohner                  | 28.505 | 34.875 | 36.123 | 38.999 | 48.043 | 51.417 | 55.007 | 55.772 |
| Quellen: Cassini und INSEE |        |        |        |        |        |        |        |        |

Seit den 1960er-Jahren verzeichnet Hyères durch starken Zuzug ein deutlich überdurchschnittliches Bevölkerungswachstum.

## Kultur und Sehenswürdigkeiten

### Die antike Stadt Olbia
An der D 559 Richtung Carqueiranne liegt die antike Stadt Olbia. Griechische Seefahrer errichteten im 4. Jahrhundert v. Chr. das befestigte Handelskontor Olbia mit einem Hafen am Golf von Giens. Kleine, befestigte Etappenhäfen dieser Art waren Bestandteil der Verteidigungsstrategie zur Abwehr von Angriffen gallischer Piraten auf griechische Handelsschiffe. Im ersten Jahrhundert v. Chr. übernahmen die Römer Olbia. Der Hafen erhielt den Namen Pomponiana, büßte aber nichts von seiner wirtschaftlichen Bedeutung ein. Mit dem Niedergang des Römischen Reiches verlor auch Olbia seine Bedeutung. Im Jahr 578 wurde die Siedlung vom Frankenkönig Guntram I. zerstört. Zu Beginn des 13. Jahrhunderts, 600 Jahre nach dem Niedergang der antiken Stadt, wurde dann eine Zisterzienser-Abtei errichtet, die jedoch bereits im 14. Jahrhundert wieder aufgegeben wurde. Die Ruinen der antiken Stadt sind heute Ort archäologischer Ausgrabungen und können unter fachkundiger Führung besichtigt werden.

### Altstadt

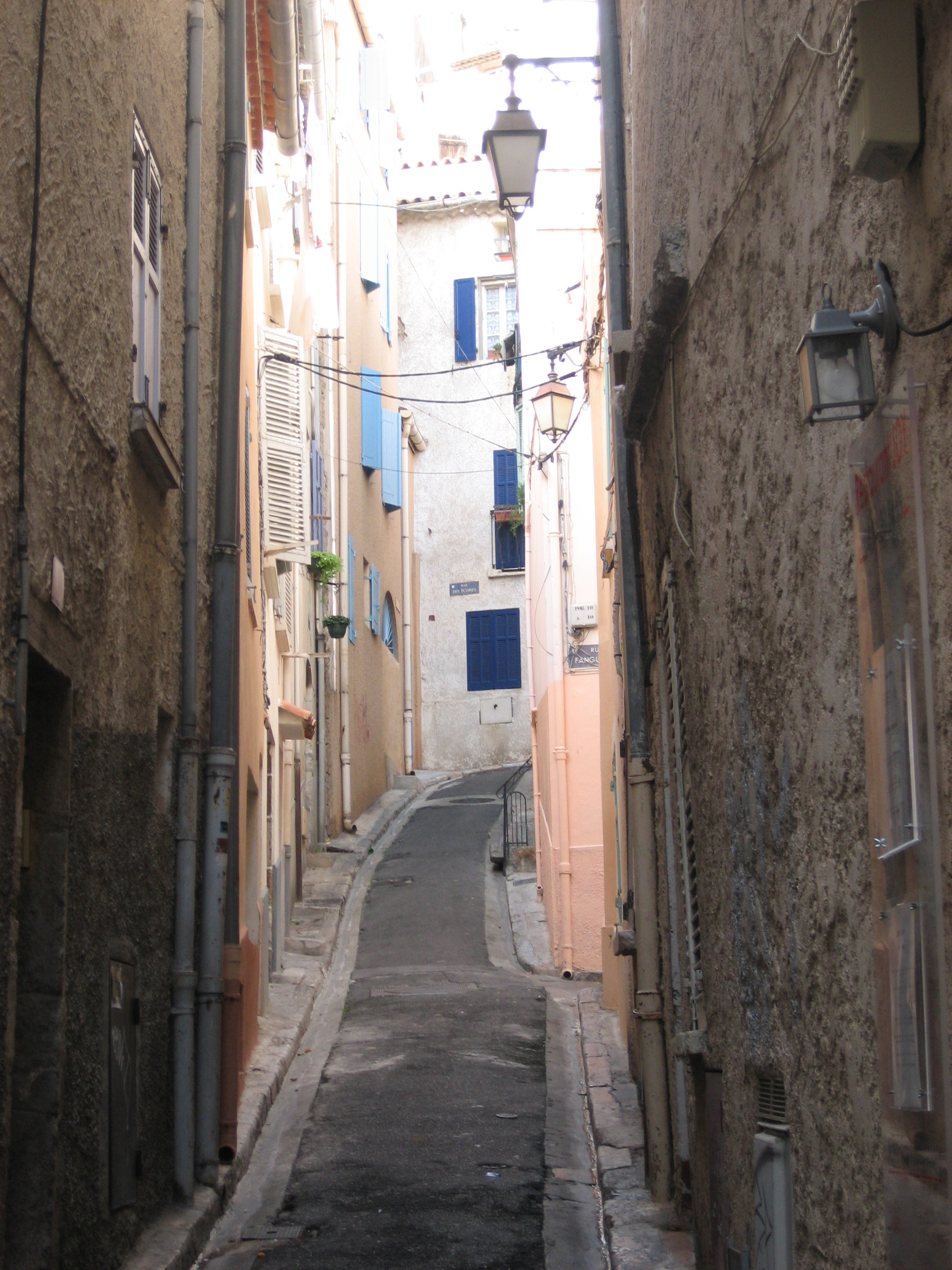
Gasse in der Altstadt

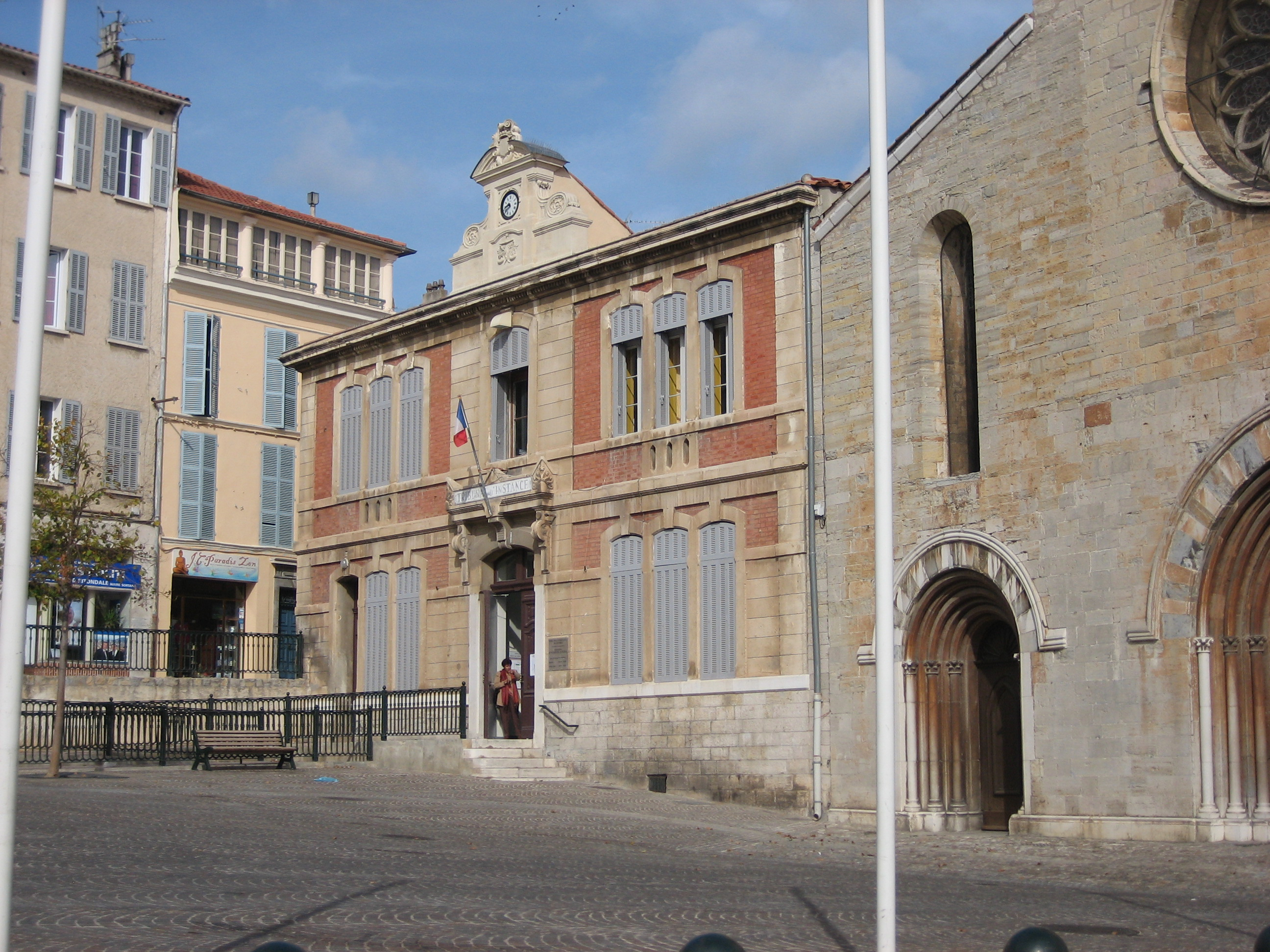
Place de la République

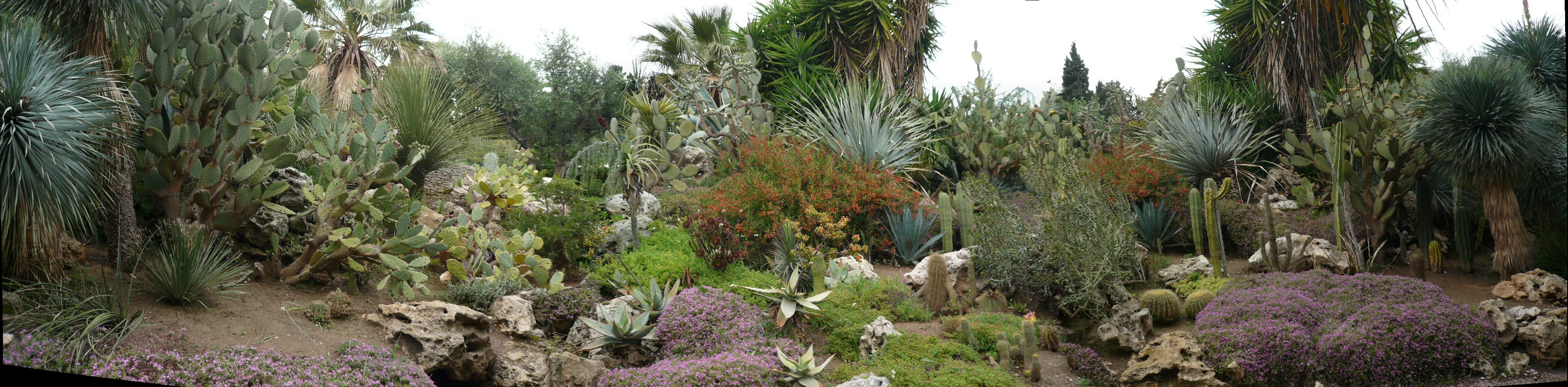
Panoramaaufnahme des Jardin Olbius Riquier

Die mittelalterliche Altstadt ist gut erhalten. Mit ihrer Lage am Hang des Casteou, einem der Vorberge der Maurettes, beherrscht sie die tieferliegende Ebene und öffnet einen weiten Blick auf das Meer und die vorgelagerten Inseln. Einige Bauwerke sind als Monument historique klassifiziert:

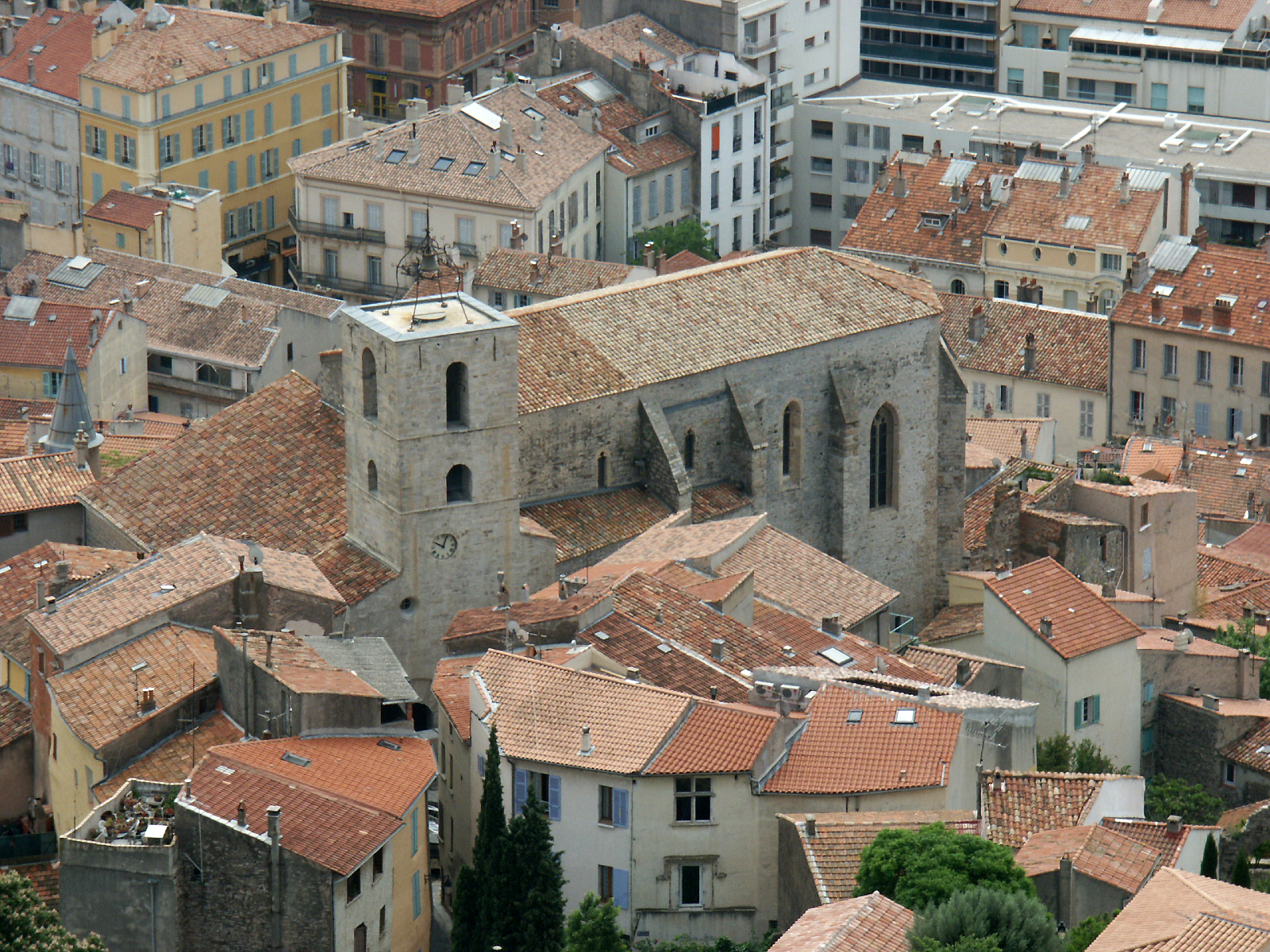
Das Stift Saint Paul

- Das Ensemble der Befestigungsanlagen umfasst die Altstadt im Norden von Hyères. Die Anlage stammt aus dem 13. und 14. Jahrhundert. Befestigungsmauern mit viereckigen Türmen und den vier Stadttoren Porte de Baruc, Porte de Fenouillet, Porte de Saint-Paul und Porte de La Rade umgeben den alten Ortskern.
- Der Templerturm (Tour des Templiers, auch Chapelle Sainte Blaise) wurde im 12. Jahrhundert von den Templern erbaut. 1673 übernahm die Bruderschaft der Commanderie de Beaulieu das Gebäude, die ursprünglich bestehenden Burgmauern wurden niedergerissen. Bis 1913 diente es als Rathaus, heute ist es Gerichtsgebäude und zeigt wechselnde Ausstellungen.
- Das Stift Saint Paul stammt ebenfalls aus dem 12.–13. Jahrhundert, wurde aber zwischen dem 15. und 16. Jahrhundert wesentlich umgebaut. Es zeigt Sammlungen von Votivbildern und zwei Reliquienschreine.

### Festival international de mode et de photographie
Seit 1985 findet hier jährlich das Festival international de mode et de photographie statt. Seit 1985 wir der Prix Mode und seit 1997 der Prix Photographie vergeben.

### Parks und Grünanlagen
Für seine zahlreichen Grünanlagen, Gärten und Parks wurde Hyères als ville fleurie („blühende Stadt“) ausgezeichnet und erhielt im Europäischen Wettbewerb eine Goldmedaille.
- Der Jardin Olbius Riquier liegt im Süden der Stadt. Er ist zugleich Ziergarten und botanischer Garten, in dem zahlreiche exotische und seltene Pflanzen gepflegt werden. Mit seinen schattigen Wegen, Spiel- und Unterhaltungsangebot für Kinder, einem Zoo, Gewächshaus und einem kleinen See bietet er auf einer Fläche von sieben Hektar ein attraktives Naherholungsangebot. Der Name des Parks geht auf Olbius Hippolyte Antoine Riquier zurück, aus dessen Vermächtnis er im Jahr 1868 ins Eigentum der Stadt kam und zunächst zu einer Außenstelle des Jardin d’Acclimatation in Paris wurde.

- Die Gärten des Parkhotels und des Casinos verlängern die grüne Ader im modernen Zentrum der Stadt. Sie wurden in den Jahren 1990 und 2000 im Stil des 19. Jahrhunderts neu angelegt und mit Rosen, Orangenbäumen und Hecken bepflanzt.

- Der Park Saint Bernard mit dem Château Saint-Bernard auf dem Montée de Noailles bietet einen weiten Blick über die Halbinsel von Giens, die Bucht und die Inseln von Hyères. Der öffentlich zugängliche Park liegt unterhalb der 1923 von Robert Mallet-Stevens geplanten Villa Noailles des Grafen und Kunstmäzens Noailles, der diesen Garten anlegen ließ. Neben exotischen Gewächsen gibt der Park auch der mediterranen Flora großen Raum.

- Die Villa Castel Sainte-Claire mit ihrem Park wurde von Olivier Voutier (1796–1877) angelegt, einem französischen Seeoffizier und Archäologen, der die Venus von Milo entdeckte. Im Park der Villa befindet sich auch sein Grab. Die Villa liegt nahe dem Park Saint Bernard auf den Hügeln über der Stadt und ist mit diesem durch einen kleinen Weg verbunden. Später gehörte das Anwesen der US-amerikanischen Schriftstellerin Edith Wharton (1862–1937). Heute ist das 6500 Quadratmeter große Grundstück, in dem seltene südamerikanische und australische Pflanzenarten wachsen, Eigentum der Stadt Hyères. Das Castel war das erste Gebäude in den einstmals verlassenen Gebieten der oberen Altstadt, das seit der Mitte des 19. Jahrhunderts wieder auf- und ausgebaut wurde.

### Umgebung

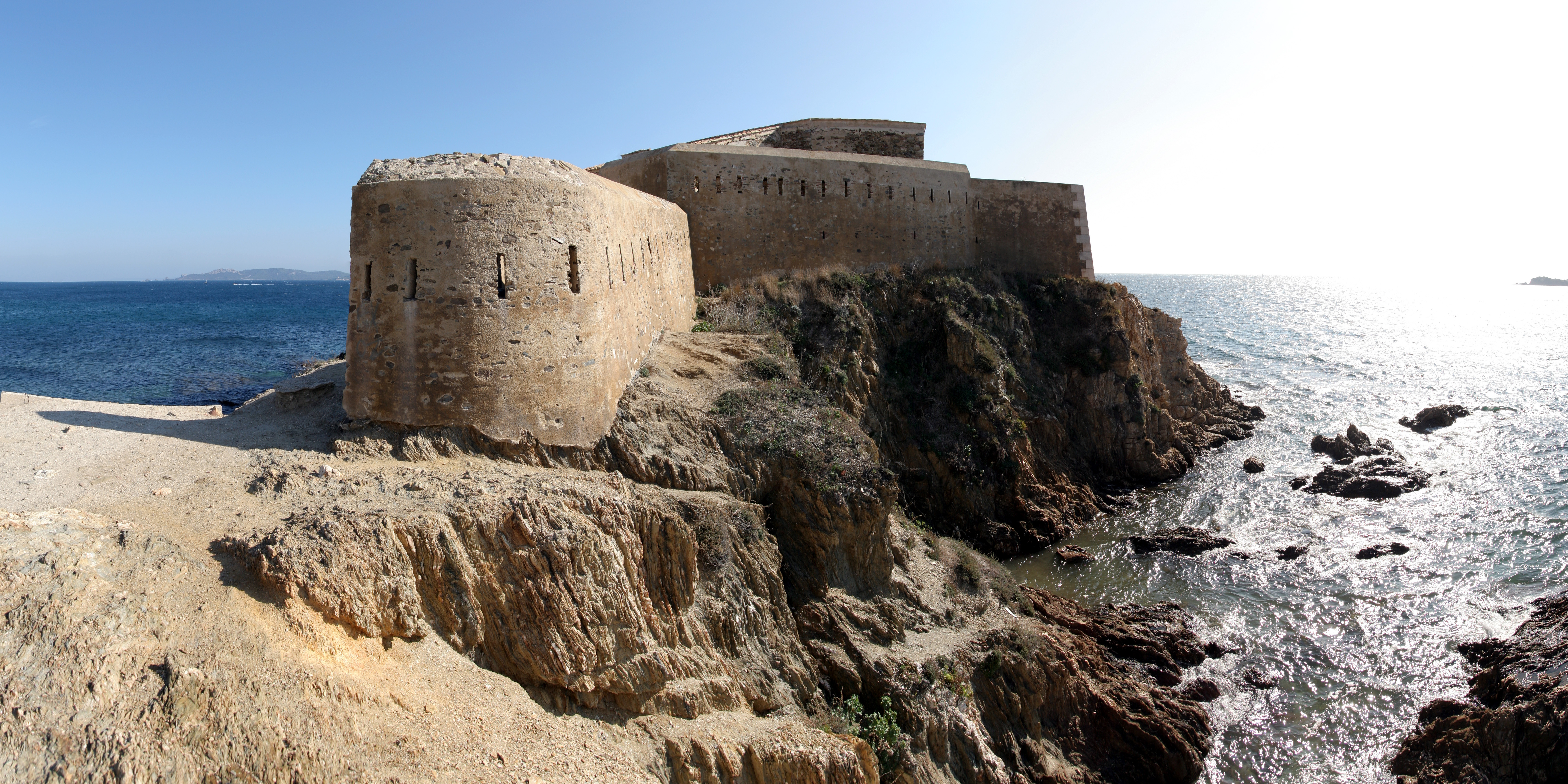
Die Festung Tour Fondue im Süden der Halbinsel Giens

Das Gebiet von Hyères umfasst die Halbinsel von Giens und die vorgelagerten Îles d’Hyeres, die nicht nur vielfältige Angebote für Bade- und Sporttourismus bieten, sondern auch ein sehenswertes kulturelles Erbe erhalten haben.
- Das kleine Dorf Giens wird von den Überresten des Château des Pontevès überragt. Der Ort liegt auf der gleichnamigen Halbinsel, einer ehemaligen Insel, die inzwischen durch eine lange Landzunge mit dem Festland verbunden ist.
- Im Osten der Halbinsel befindet sich der Tour fondue, der im 17. Jahrhundert als Verteidigungsanlage erbaut und später umgebaut wurde. Zu seinem Gebäudekomplex gehören Unterkünfte und ein Pulverlager.
- Auf der Insel Porquerolles befindet sich nicht nur ein großes Naturschutzgebiet, sondern auch eine Anzahl verstreuter Befestigungsanlagen. Auf dem Gipfel des Hügels, der das kleine Inseldorf und den Hafen überragt, wurde im Laufe des 17. Jahrhunderts das Fort Sainte Agathe erbaut. Die Terrasse des Turms bietet einen weiten Blick über die Reede von Hyères und die Bucht von Porquerolles.
- Um die Insel Port-Cros befindet sich außerdem der Nationalpark Port-Cros, welcher auch bei Tauchern beliebt ist.

## Partnerstädte
Hyères pflegt Städtepartnerschaften mit Rottweil in Baden-Württemberg (Deutschland) und Koekelberg in Belgien.
Die Städtepartnerschaft mit Rottweil wurde 1970 beschlossen und geht auf Kontakte von Rottweiler Kriegsheimkehrern mit den Anciens combattants prisonniers de guerre aus Hyères zurück. Die Partnerschaft mit Koekelberg wurde 1977 besiegelt.
Zu den wichtigsten Aktivitäten der Städtepartnerschaften zählt der regelmäßige Schüleraustausch zwischen den Schulen der Gemeinden.

## Wirtschaft und Verkehr

### Landwirtschaft
Die Landwirtschaft wird vom Gemüse- und Weinbau bestimmt.

### Flughafen
Der Flughafen Toulon-Hyères (La Palyvestre) liegt vier Kilometer südöstlich des Stadtzentrums auf einer sandigen Ebene nahe der Küste. Bereits zu Beginn des 20. Jahrhunderts wurde das Gelände als Flugplatz für Privatflüge genutzt. Als in den 1920er-Jahren das Marschgebiet trockengelegt war, begannen die Französischen Luftstreitkräfte mit der Nutzung des Geländes und übernahm es schließlich als offiziellen Stützpunkt und Militärflugplatz. Seit 1966 wird der Flughafen wieder kommerziell genutzt, die Armee blieb aber im Umfeld präsent. Im Jahr 2021 existierten nationale Direktflüge von und nach Ajaccio, Bastia, Brest, Nantes, Paris-Orly und Paris-Charles-de-Gaulle; zu den internationalen Direktflügen zählen Charleroi, London Gatwick, Luxemburg und Rotterdam.

### Eisenbahn
Hyères ist der Endpunkt einer kurzen Bahnlinie aus Toulon. Hier verkehrt täglich ein TGV-Zugpaar auf einer Fortsetzung der Hochgeschwindigkeitsstrecke LGV Méditerranée, der die Stadt in viereinhalb Stunden mit Paris verbindet. Von Hyères über Toulon bis zum Beginn der Hochgeschwindigkeitsstrecke verkehrt der TGV auf einer Normalgeschwindigkeitsstrecke. Ferner bestehen zahlreiche Nahverkehrsverbindungen (Transport express régional) nach Toulon und Marseille.

## Persönlichkeiten

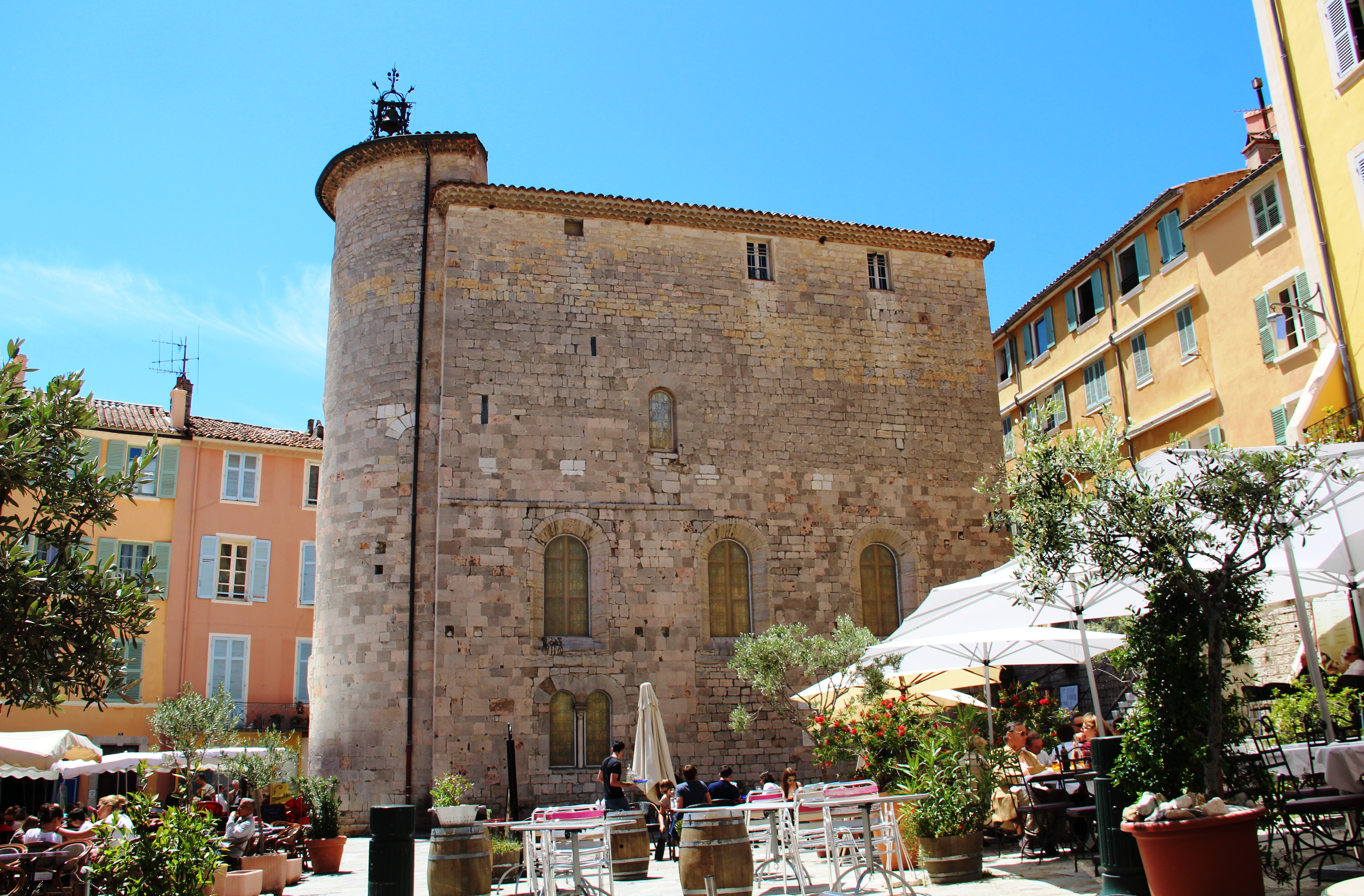
Templerturm

### Söhne und Töchter der Stadt
- Paul Berna (1908–1994), Autor
- Hermann Fehling (1909–1996), deutscher Architekt
- Angelina Muñiz-Huberman (* 1936), mexikanische Schriftstellerin, Dichterin, Essayistin und Literaturwissenschaftlerin
- Alain Senderens (1939–2017), französischer Koch der Nouvelle Cuisine
- Lucien Aimar (* 1941), Radrennfahrer
- Marie-Ange Leurent (* 1965), Organistin und Musikpädagogin
- Christophe Dal Sasso (* 1968), Jazzmusiker
- Stéphane Ortelli (* 1970), monegassischer Autorennfahrer
- Benoît Vétu (* 1973), Radsporttrainer und ehemaliger Bahnradsportler
- Julien Sandrel (* 1980), Schriftsteller
- Sabrina Jonnier (* 1981), Mountainbikerin
- Fabien Sanchez (* 1983), Radrennfahrer
- Antoine Hoang (* 1995), Tennisspieler
- Melvyn Jaminet (* 1999), Rugby-Union-Spieler

### Mit Hyères verbunden
- Edmond Tulasne (1815–1885), Botaniker und Mykologe, in Hyères verstorben.
- Gustav von Bonstetten (1816–1892), Schweizer Archäologe, besaß eine Villa und starb in Hyères.
- Paul Bourget (1852–1935), Schriftsteller, besaß eine Villa in Hyères.
- Robert Louis Stevenson (1850–1894), schottischer Schriftsteller, lebte von 1882 bis 1884 in Hyères.
- Edith Wharton (1862–1937), amerikanische Schriftstellerin, Eigentümerin von Park und Kastell Sainte-Claire.
- Georgi Iwanow (1894–1958), russischer Poet, in Hyères verstorben.
- Yann Arthus-Bertrand (* 1946), Fotograf, lebt auf der Insel Port-Cros.
- Benoîte Groult (1920–2016), französische Journalistin, Feministin und Schriftstellerin, in Hyères verstorben.